# Auteursverordening (Aruba)
Het auteursrecht op Aruba is beschreven in de Auteursverordening. De wet is afgeleid van de Nederlandse Auteurswet 1912 en is sindsdien aangepast.

## Bescherming
Het auteursrecht op Aruba erkent dat producten op het gebied van literatuur, wetenschap of kunst, op welke manier of in welke vorm dan ook, beschermd zijn.  Dit omvat vertalingen en mediumverschuiving .
Er wordt geen auteursrecht toegekend aan wet- en regelgeving en beslissingen van rechtbanken.  Er wordt door de regering van Aruba geen auteursrecht toegekend aan overheidspublicaties, tenzij dit uitdrukkelijk is voorbehouden. 

### Persoonlijkheidsrechten
Aruba erkent morele rechten (of persoonlijkheidsrechten) voor de duur van het auteursrecht.  Hieronder vallen onder meer de rechten op naamsvermelding of vaderschap en het recht op integriteit van het werk.

## Duur van het auteursrecht
De duur van het auteursrecht op Aruba duurt tot 1 januari 50 jaar na het sterfjaar van de laatst levende auteur van een auteursrechtelijk beschermd werk.  Er zijn echter uitzonderingen voor anonieme werken, werken die door een organisatie zijn geschreven en postuum gepubliceerde werken. In deze gevallen eindigt de beschermingsduur van het auteursrecht op 1 januari, 50 jaar na het jaar van publicatie van het werk.  Foto’s, cinematografie en soortgelijke werken hebben een vergelijkbare duur, namelijk 50 jaar na het jaar van de eerste rechtmatige publicatie. 
Aruba erkent de regel van de kortere termijn: als een werk in het land van herkomst tot het publieke domein behoort, behoort het ook op Aruba tot het publieke domein.

## Uitzonderingen en beperkingen
Hoofdstuk 1 § 6 van de wet beschrijft de uitzonderingen en beperkingen op het auteursrecht op Aruba. Samengevat kunnen ze als volgt worden beschreven:
- Uitzondering voor de pers – Tenzij uitdrukkelijk voorbehouden, is het voor de pers toegestaan nieuwsartikelen van andere persmedia over te nemen. [9]
- Uitzondering voor onderwijs – Het is toegestaan om korte fragmenten van auteursrechtelijk beschermde werken te gebruiken voor educatieve of wetenschappelijke doeleinden [10]
- Privékopieën – Het is toegestaan een klein aantal kopieën te maken voor privéstudie [11]
- Panorama-uitzondering – Het is toegestaan om afbeeldingen te maken van auteursrechtelijk beschermde werken, wanneer deze zichtbaar zijn vanaf de openbare weg. Deze reproducties moeten het werk in zijn context tonen. Het is niet niet toegestaan om uitsluitend het werk op zichzelf reproduceren. Het werk moet ook buiten staan, het fotograferen van een interieur valt hier niet onder. [12]
- Uitzondering voor de openbare veiligheid – Autoriteiten mogen reproducties van afbeeldingen maken in het kader van hun taken. [13]
- Uitzondering voor verkoop of tentoonstelling – Tenzij uitdrukkelijk voorbehouden, is het toegestaan een werk te reproduceren met het oog op openbare verkoop of openbare tentoonstelling. [14]

Bovendien mogen schilders altijd soortgelijke werken maken als door hen reeds gemaakte werken, zelfs als zij hun rechten hebben overgedragen. 

## Portretrechten
De wet codificeert portretrecht in artikelen 19, 20 en 21. Portretrechten zijn rechten die aan de geportretteerde worden toegekend. Ze mogen niet worden verward met persoonlijkheidsrechten . De wet erkent twee soorten portretten : portretten in opdracht en portretten zonder opdracht.

### Portretten die opdracht zijn gemaakt
Voor portretten die in opdracht worden gemaakt, is toestemming nodig van de geportretteerden voordat deze openbaar mogen worden gemaakt. De geportretteerde kan het recht tot 10 jaar na zijn overlijden uit oefenen en deze worden bij overlijden overgedragen aan de ouders, echtgenoot of kinderen. De portretfoto mag zonder toestemming van de fotograaf, maar met instemming van de geportretteerden in kranten of tijdschriften gepubliceerd worden. Vermelding van de fotograaf is hierbij wel verplicht.

### Portretten die niet in opdracht zijn gemaakt
Het is toegestaan portretten te publiceren die niet in opdracht zijn gemaakt, tenzij de geportretteerde kan aantonen dat hij/zij een redelijk belang heeft bij het niet publiceren van het portret.

## Bureau voor intellectuele eigendom Aruba
Het Bureau voor intellectuele eigendom van Aruba heeft een auteursrechtregister.  Hoewel registratie niet verplicht is om auteursrechtelijke bescherming te krijgen, kunnen geregistreerde werken worden gebruikt als bewijs van auteurschap in geschillen. 

## Internationale verdragen
Aruba is ondertekenaar van de Berner Conventie voor de bescherming van werken van letterkunde en kunst (1886). Sindsdien is het congres geüpdatet. Aruba is geen ondertekenaar van de laatste versies.  Het is waarschijnlijk een ondertekenaar van de Akte van Rome van 1928 en niet van de recentere Akte van Parijs. 
Aruba heeft ervoor gekozen een wetsvoorstel voor de bescherming van Naburige rechten niet aan te nemen.